# Captain Comic
The Adventures of Captain Comic (o semplicemente Captain Comic) è un videogioco a piattaforme del 1988 per MS-DOS, noto per essere uno dei primi con lo scorrimento laterale dello schermo creati per i PC compatibili IBM. È stato completamente creato e sviluppato da Michael Denio. Non si conosce il distributore del gioco per MS-DOS, mentre su NES è stata distribuita in seguito una versione (priva della licenza di Nintendo) da parte della Color Dreams. È stato anche clonato nel 1990 da parte di un gruppo di sviluppatori ucraini e distribuito sotto il nome di Pioneer Xenia. Nel gioco si deve guidare Captain Comic in una missione sul pianeta Tambi, per recuperare tre tesori rubati dal pianeta Osmoc.

## Trama
Il gioco si apre con la schermata di testo:
Il gioco vero e proprio inizia con Capitan Comic che appare di fronte al castello del pianeta Tambi dopo esser stato teletrasportato.
Capitan Comic deve trovare tre specifici oggetti preziosi, muovendosi in diverse ambientazioni fra cui:
- La foresta
- Il lago
- Una luna vicina (con bassa gravità)
- Una stazione spaziale sulla luna
- Una caverna oscura
- Un magazzino sulla riva del lago
- L'interno di un enorme computer
- L'interno di un castello

## Modalità di gioco
Captain Comic è un classico gioco platform a scorrimento laterale in cui il giocatore ha un numero limitato di vite, un punteggio e un certo numero di oggetti bonus. Il gioco è diviso in un certo numero di aree principali (elencate qui sopra), e ciascuna area è generalmente divisa in tre sottozone più piccole. Passando da una sottozona all'altra il gioco suona un breve motivo, rimuove tutti i nemici dallo schermo e salva la posizione di Comic, che in caso di morte ripartirà da quel punto.
Comic ha dodici punti di "scudo" (salute), ma ogni volta che un nemico lo colpisce vengono rimossi due punti. Una volta che lo scudo è stato ridotto a zero, Comic è ancora vivo ma morirà se viene colpito un'altra volta (perciò per venir ucciso Comic deve essere colpito 7 volte).
Occasionalmente son presenti nei livelli degli scudi che se presi dal giocatore ripristinano istantaneamente la salute di Comic, o se la salute è già al massimo gli danno una vita extra. Se Comic cade fuori dal fondo dello schermo muore istantaneamente.
Se Comic è ucciso, o cadendo fuori dallo schermo o rimanendo senza punti scudo, perde una vita e ricomincia dall'ultimo punto di ingresso della zona. Quando le vite terminano il gioco ha fine.
La maggior parte dei nemici ha un'Intelligenza artificiale che li fa comportare in maniera differente l'uno dall'altro: da quelli che rimbalzano semplicemente sui muri alle creature che inseguono il giocatore. Tutti i nemici hanno lo stesso effetto su Comic, se arrivano a toccarlo il nemico è distrutto e Comic perde due punti di scudo. Una volta che ha raccolto una Blastola Cola (si trova all'inizio del gioco) Comic può sparare ai nemici, che se colpiti vengono distrutti e fanno guadagnare punti al giocatore
Gli oggetti bonus, utili per ritrovare i tesori sono:
- Blastola cola - Un drink che permette a Comic di sparare proiettili ai nemici. Per ogni lattina che beve incrementa di uno il numero dei proiettili che possono essere sullo schermo contemporaneamente, da uno sino ad un massimo di 5.
- Scudo - Riporta al massimo lo scudo, o se questo era già al massimo dona una vita extra.
- Cavatappi - Permette ai proiettili di Comic di muoversi su e giù, rendendoli in grado di colpire nemici che sono normalmente sotto la sua linea di fuoco (specialmente quelli che scivolano sul terreno).
- Chiave - Permette a Comic di aprire le porte. Comic non può lasciare la prima area sinché non ha raccolto la chiave della porta.
- Stivali - Incrementano l'altezza dei salti di Comic. Gli stivali son richiesti per superare alcuni ostacoli.
- Lanterna - Permette a Comic di vedere nelle aree scure. Quest'oggetto è utile solo per vedere all'interno del castello alla fine del gioco.
- Bacchetta magica - Dà a Comic l'abilità di teletrasportarsi a brevi distanze. Se usata correttamente, permette di raggiungere nuovi posti e fuggire dai nemici.

## Colonna sonora
Il tema musicale di Captain Comic è un riarrangiamento dell'inno dei marines degli Stati Uniti. Il tema è stato cambiato nella Versione 5 (la versione finale del gioco distribuita nel 1991) con una canzone sconosciuta.

## Sviluppo
Il suo autore, Michael Denio, scrive nel manuale di istruzioni al gioco:
(Michael Denio)
Il gioco è stato distribuito come freeware, in seguito usato per promuovere il seguito commerciale: Captain Comic II: Fractured Reality.